# Andrés Rivero Agüero
Pour les articles homonymes, voir Aguero.
Andrés Rivero Agüero, né le 4 février 1905 à San Luis et mort le 8 novembre 1996, est un homme politique et avocat cubain, dirigeant du parti libéral, ami et ministre de Fulgencio Batista dont il appuya le coup d'État en 1952. 
Il fut élu président de Cuba en novembre 1958, en pleine guerre civile, à la suite d'élections largement boycottées. Deux mois plus tard, les troupes de Fidel Castro entraient dans La Havane et Andrés Rivero Agüero n'assuma jamais sa charge présidentielle, s'exila avec Batista en République dominicaine et fut remplacé par Manuel Urrutia Lleó.
Rivero Aguero alla ensuite aux États-Unis et mourut à Miami en 1996.

## Biographie
Il est né le 4 février 1905 à San Luis, dans la province d'Oriente (aujourd'hui la province de Santiago de Cuba), extrêmement pauvre. Il a appris à lire à l'âge de 16 ans. Rivero a réussi à obtenir un diplôme d'études secondaires par ses propres moyens diplômé en droit de l'Université de La Havane (1934). Élu conseiller municipal à Santiago de Cuba, il est rapidement devenu un chef du parti libéral et s'est lié d'amitié avec Fulgencio Batista. Au cours de la première administration de Batista (1940-1944), Rivero occupa le poste de ministre de l'Agriculture et appliqua le plan de Batista visant à réinstaller les paysans sans terres dans la province d'Oriente.
Durant son exil aux États-Unis entre 1944 et 1952, le général Batista a exercé le droit à Cuba et rédigé des commentaires politiques pour plusieurs périodiques. Lorsque Batista est devenu président de Cuba en 1952, Rivero a aidé à organiser le Parti d'action unifiée de Batista. Il a soutenu le coup d'État militaire de Batista le 10 mars 1952 et a ensuite occupé le poste de ministre de l'Éducation dans la seconde administration de Batista (1952-1958). Élu sénateur de la province de Pinar del Río en 1954, Rivero devient premier ministre de Cuba (1957-1958) et participe à plusieurs conférences de réconciliation en tant que représentant de Batista.
Rivero a démissionné de son poste de premier ministre en 1958 pour se présenter à la présidence de Cuba. Il a reçu le soutien du Parti d'action progressiste de Batista et de trois autres partis progouvernementaux. Rivero a été déclaré vainqueur des élections, ce qui a été supposé par beaucoup avoir été truqué avec le soutien du gouvernement des États-Unis dans le but de repousser la révolution cubaine en cours [2]. Après les élections, Rivero s'est entretenu avec l'Ambassadeur des États-Unis, Earl E. T. Smith, et avec des personnalités politiques cubaines, afin de résoudre la crise provoquée par la rébellion en cours dirigée par Fidel Castro. Il aurait apparemment souhaité convoquer une assemblée constituante peu après son entrée en fonction afin de rétablir le régime constitutionnel. Cependant, le succès de la révolution entrave les projets de M. Rivero. Ce dernier s'enfuit avec l'ex-général Batista en exil en République dominicaine le 1er janvier 1959.
Rivero finit par s'installer aux États-Unis et vit dans des conditions extrêmement modestes. Il a vécu pour être un arrière-grand-père. Rivero est mort à Miami, en Floride, en 1996.